# Inspektion der Konzentrationslager

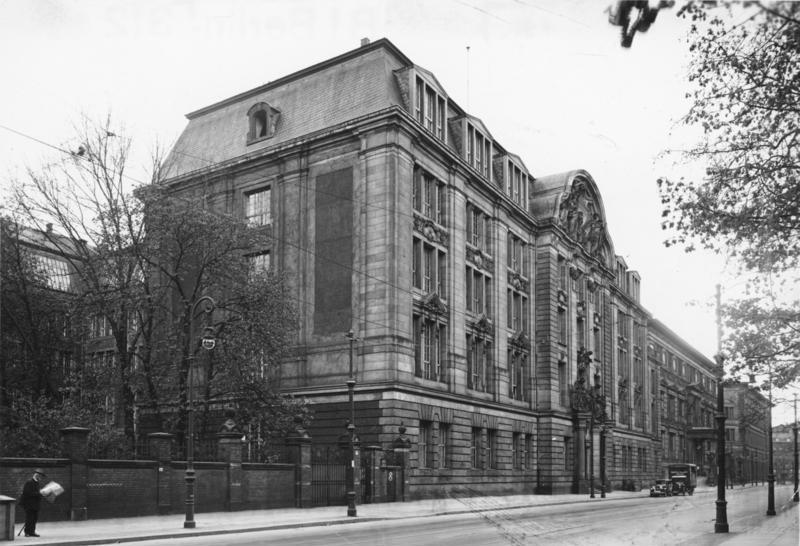
La sede della Gestapo in Prinz-Albrecht-Straße a Berlino, 1933. La IKL si trasferì in questi uffici nel maggio 1934, vi rimase fino al 1945.

L'Inspektion der Konzentrationslager (IKL) (in italiano: Ispettorato dei campi di concentramento) era l'autorità amministrativa e gestionale centrale delle SS per i campi di concentramento del Terzo Reich. Creato da Theodor Eicke, era originariamente noto come "Ispettorato generale del SS-Totenkopfverbände potenziato", successivamente integrato nell'Ufficio centrale economico e amministrativo delle SS come Amt D.

## Ispettore dei campi di concentramento

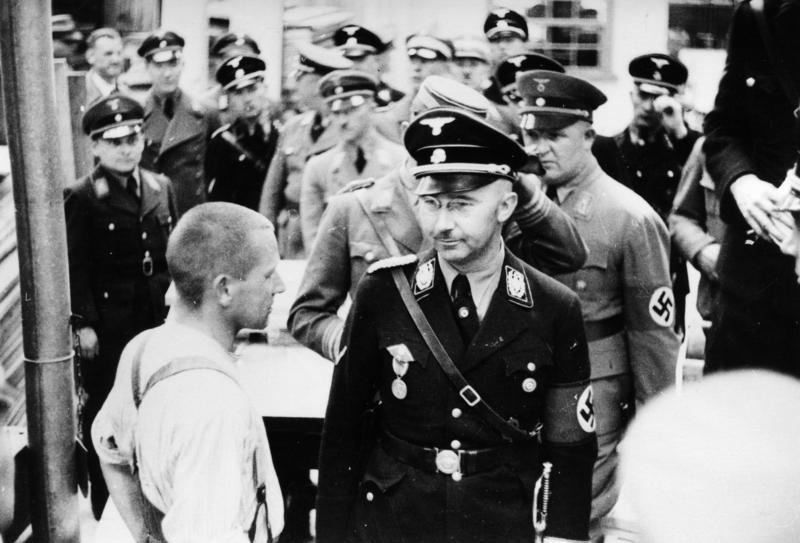
Ispezione del partito nazista e di Himmler a Dachau l'8 maggio 1936.

Il SS-Oberführer Theodor Eicke divenne comandante del campo di concentramento di Dachau il 26 giugno 1933. Il suo modello organizzativo applicato a Dachau fu adottato in tutti i campi di concentramento successivi. Nel maggio 1934 Eicke pretese di avere il titolo di ispettore dei campi di concentramento. Come parte dell'epurazione delle SA, per omicidio durante la Notte dei lunghi coltelli, aveva sparato personalmente a Ernst Röhm il 1º luglio 1934.
Poco dopo l'affare Röhm del 4 luglio 1934 il Reichsführer-SS Heinrich Himmler nominò ufficialmente Eicke capo della Inspektion der Konzentrationslager e lo promosse al grado di SS-Gruppenführer al comando dell'SS-Wachverbände. Himmler era senza dubbio il capo delle organizzazioni di polizia e dei campi associati, ma solo i luoghi che ricadevano sotto la giurisdizione ufficiale della IKL erano considerati "campi di concentramento" all'interno del territorio del Terzo Reich. 
In seguito alla Notte dei lunghi coltelli, i restanti campi gestiti dalle SA furono occupati dalle SS. Il 20 luglio 1934, con la subordinazione delle SA, le SS divennero indipendenti nelle funzioni di polizia. In più, l'ispettorato dei campi di concentramento (IKL) si affermò ufficialmente come dipartimento di Eicke. La IKL si trasferì negli uffici di Berlino presso la sede della Gestapo. Nonostante la stretta vicinanza fisica degli uffici dell'apparato di polizia di Reinhard Heydrich e l'ufficio IKL di Eicke, Himmler li teneva distinti e separati: Heydrich sorvegliava il Reich, arrestava e incarcerava le persone e poi le mandava nei campi di concentramento, dove i detenuti erano sorvegliati dalla IKL di Eicke. La IKL era subordinata alla SD e alla Gestapo solo nella decisione su chi internare nei campi e chi rilasciare; quanto accadeva all'interno dei campi era a discrezione della IKL.
Il capo della IKL era sottoposto altresì alla SS-Amt come membro delle SS, ma in realtà si limitava a riferire direttamente al capo della polizia tedesca, Reichsführer-SS Himmler. Questa forma di doppia subordinazione era caratteristica di molte cariche delle SS e dava spazio per la libera interpretazione ai membri di esse, ecco come e perché la IKL sotto la direzione di Eicke divenne un'istituzione sia del partito nazista che dello Stato. Eicke ebbe campo libero nel portare i campi di concentramento al più alto "livello di efficienza"; soprattutto sapeva come usare questo sistema per i propri fini e contribuì in modo significativo al controllo esclusivo da parte della IKL di tutti i prigionieri dei campi di concentramento.

## L'ispettorato dal 1934 al 1945

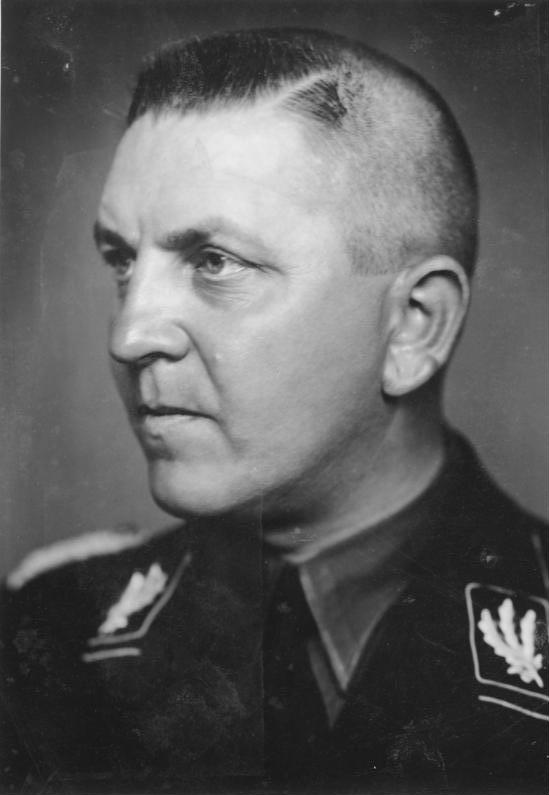
Theodor Eicke

Nel 1934 la IKL sotto il comando di Eicke estese la propria operatività oltre Dachau:  si prospettavano cambiamenti e la riorganizzazione di molti campi. Sotto la direzione di Eicke i centri di detenzione più piccoli e le strutture punitive in tutta la Germania furono raggruppati in cinque campi principali a Esterwegen, Lichtenburg, Moringen, Sachsenburg e Dachau. Le guardie del campo delle SS e della IKL provenivano da tutti i ceti sociali: c'erano uomini, donne, tedeschi, non tedeschi, protestanti, cattolici, appartenenti ad altre fedi religiose, soldati anziani, giovani, coscritti dell'esercito, ideologi, assassini sadici e coloro che trattavano i detenuti con umanità. Nel 1936 le guardie del campo di concentramento e le unità amministrative furono formalmente designate come SS-Totenkopfverbände. Nell'aprile 1936 Eicke fu nominato comandante della SS-Totenkopfverbände e il numero degli uomini sotto il suo comando aumentò da 2.876 a 3.222; la IKL ricevette anche finanziamenti ufficiali attraverso l'ufficio del bilancio del Reich, ed Eicke fu autorizzato a reclutare future truppe dalla Gioventù hitleriana in base alle esigenze regionali.
Il leader della IKL fu un grande promotore dello spirito di gruppo; fece del suo meglio per instillare negli uomini delle SS assegnati ai campi un senso di lealtà, incoraggiando "spavalderia e scrupolisità" nello svolgimento dei loro doveri. Con l'espansione dei campi verso la metà degli anni '30, aumentò anche il personale assegnato alla IKL.  Il subalterno più importante di Eicke, a partire dal 1936, fu Richard Glücks. Il 1º aprile 1936 fu nominato da Eicke capo miilare dello staff dell'Ispettore del Wachverbände e in seguito divenne il suo vice. Assunse molti dei compiti amministrativi presso la IKL che Eicke preferiva ignorare, il che nel tempo lo portò ad acquisire sempre più potere; la successiva ascesa di Glück tra i ranghi nazisti si deve più alla gestione inefficace del lavoro d'ufficio da parte di Eicke che alla competenza di Glücks.
Sotto il comando di Eicke si intensificò l'indottrinamento ideologico ed aumentò l'addestramento militare per le nuove reclute che lavoravano nei campi. Ad un certo punto, nell'agosto 1938, l'intero staff di supporto di Eicke fu trasferito a Oranienburg (vicino a Sachsenhausen) dove l'ufficio principale della IKL sarebbe rimasto fino al 1945. In seguito il ruolo di Eicke come capo della IKL lo collocò nel quadro della polizia di stato segreta di Heydrich; in quanto comandante delle unità Totenkopfverbände, doveva rispondere al Reichssicherheitshauptamt o RHSA, Hauptamt delle SS.

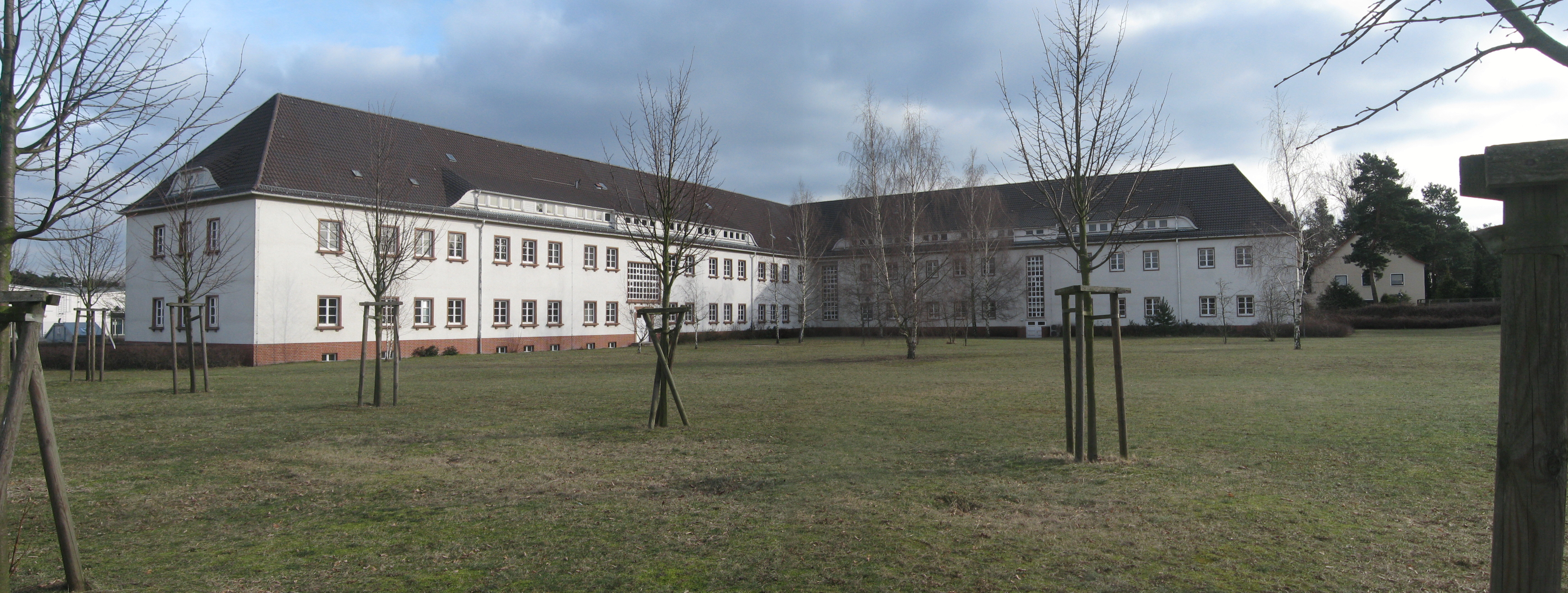
L'edificio a T nel campo di concentramento di Sachsenhausen, sede dell'ispettorato dei campi di concentramento dal 1938

Tutti i regolamenti dei campi delle SS, sia per le guardie che per i prigionieri, seguivano il modello del campo di Dachau impostato da Eicke. Il 1º aprile 1937 la leadership delle SS articolò l'organizzazione principale della IKL, il battaglione Death's Head, in tre unità: il primo in servizio a Dachau, il secondo a Sachsenhausen e il terzo a Buchenwald. Successivamente, nell'autunno del 1938, fu creata una quarta unità per l'ultimo campo di concentramento di Mauthausen. La IKL amministrava anche il campo di concentramento Columbia-Haus a Berlino-Tempelhof. Uno dei campi iniziali della IKL, Lichtenburg (che ospitava principalmente donne), fu chiuso nel maggio 1939, quando il campo di concentramento di Ravensbrück divenne operativo. Con la crescita del numero dei campi e della rete di supporto aumentò il livello di segretezza: i nuovi campi erano "in gran parte protetti dalla vista" e istituiti in luoghi remoti. La guerra contribuì a questa espansione poiché il sistema dei campi stesso crebbe per sostenere l'occupazione territoriale nazista con altrettanta rapidità. Ad esempio, invasa la Polonia, dopo un solo giorno (2 settembre 1939) i nazisti allestirono il campo di concentramento di Stutthof vicino a Danzica.
All'inizio della seconda guerra mondiale Eicke fu riassegnato al fronte come comandante della SS-Totenkopf-Standarten. L'unità Waffen-SS di Eicke svolse funzioni di polizia ed eseguì deportazioni e persino esecuzioni per tutto il 1940 e fino al 1941, in perfetto accordo con gli obiettivi etnici e politici del regime nazista. Glücks fu nominato da Himmler nuovo capo della IKL a metà novembre 1939. Fece pochi cambiamenti, lasciando intatta la struttura organizzativa così come l'aveva creata Eicke. Nel 1940 la IKL passò sotto il controllo del Verwaltung und Wirtschaftshauptamt Hauptamt (VuWHA), istituito sotto la guida di Oswald Pohl. Nel 1942 la IKL divenne Amt D della sede principale, nota come SS-Wirtschafts-Verwaltungshauptamt (WVHA). Pertanto l'intero sistema dei campi di concentramento fu posto sotto l'autorità della WVHA, con la IKL subordinata alla WVHA.
Verso la fine del 1941 - l'inizio del 1942 fu deciso che, per sostenere la macchina da guerra nazista, i prigionieri dei campi di concentramento dovevano lavorare nelle fabbriche di armamenti. Gli interessi contrastanti misero in disaccordo i dirigenti della WVHA e della IKL, in particolare sul lavoro forzato: Eicke vedeva i detenuti dei campi di concentramento più in un'ottica punitiva politico-ideologica, Pohl li considerava come vero e proprio foraggio economico da sfruttare appieno, specialmente se avevano le abilità o le competenze industriali necessarie. I conflitti tra la WVHA e la IKL non fecero che risultare letali per i prigionieri, dato che entrambe le organizzazioni erano ugualmente avventate e sconsiderate rispetto ai bisogni della loro forza lavoro schiava. Fin dall'inizio Pohl aveva cercato di influenzare l'amministrazione del sistema dei campi di concentramento. In parte ci riuscì, perché sebbene i comandanti del campo gestissero disciplinarmente i membri delle SS sottoposti, in realtà non erano i loro superiori: i membri delle SS addetti ai campi ricevevano ordini dalla IKL (in seguito "Amt D") tramite i loro capi dipartimento del campo delle SS; questo è un altro esempio della doppia subordinazione praticata dalle SS.
Fatta eccezione per l'internamento e il rilascio, gestiti dall'SD e dalla Gestapo (in seguito come dipartimenti della RSHA), la IKL aveva il controllo esclusivo sui prigionieri. L'agenzia di Eicke prese tutte le decisioni riguardanti le questioni interne ai campi. La IKL coordinò anche le operazioni di assassini sistematici in altre divisioni delle SS, ad esempio l'eliminazione dei commissari sovietici e le operazioni di uccisioni di massa l'Azione 14f13. I campi di concentramento di Auschwitz-Birkenau e Majdanek erano sotto il controllo della IKL, essendo stati costruiti appositamente per essere utilizzati come campi di sterminio nella soluzione finale. Forse l'unico caso, in parte a causa della portata delle sue operazioni, Auschwitz-Birkenau era contemporaneamente sotto la giurisdizione della WVHA e sotto il controllo amministrativo della IKL.

## Gerarchia delle SS all'interno dei campi

### Divisioni e compiti nel campo
La Politische Abteilung ("dipartimento politico"), che controllava la vita dei prigionieri in ogni campo, divenne la suddivisione più importante all'interno della IKL.
Sotto la direzione di Eicke tutti i nuovi campi di concentramento furono organizzati secondo il "modello Dachau". Questo significava principalmente una netta separazione dei membri delle SS tra le guardie e coloro che lavoravano nel dipartimento del comandante. All'interno del dipartimento del comandante furono create le stesse sezioni che costituivano la struttura di comando centrale, replicata poi in ogni campo:
- Comandante/Aiutante
- Dipartimento politico
- Campo di custodia protettiva [48]
- Amministrazione
- Medico del campo
- Comando di guardia[49]

A causa della politica del personale dell'ispettore IKL, che si basava in gran parte sui rapporti personali, durante l'intera era nazista esistette solo una piccola élite di comandanti dei campi di concentramento. A differenza delle guardie, questi "esperti" generalmente non venivano inviati al fronte.

### Compiti dello Schutzhaftlagerführer
Lo Schutzhaftlagerführer (capo del "campo di detenzione preventiva") e il suo aiutante erano responsabili del funzionamento del campo. Lo Schutzhaftlagerführer doveva mantenere l'ordine, occuparsi della routine quotidiana, degli appelli e così via. Sotto di lui c'erano il Rapportführer, l'Arbeitseinsatzführer e l'Oberaufseherin (in un campo femminile). Rispondevano direttamente dell'ordine nel campo e assegnavano i prigionieri ai turni di lavoro esterno. Da loro dipendevano i Blockführer, ognuno dei quali era responsabile di una o più baracche. L'Arbeitseinsatzführer (responsabile dell'attività lavorativa) provvedeva all'organizzazione del lavoro dei detenuti, sia nel campo che all'esterno, sfruttando al meglio le competenze e capacità professionali. L'Arbeitseinsatzführer disponeva di uno schedario con l'indicazione di professione e abilità di ogni prigioniero.
Più in basso nella gerarchia si trovava l'Arbeitsdienstführer (un SS-Unterführer) che aveva il compito di formare e sovrintendere al "comando interno", cioè i prigionieri che dirigevano gli altri deportati (c.d. kapò). Il Blockführer ("responsabile della baracca) identificava tra i prigionieri i candidati a diventare Blockälteste ("capo-baracca") e Stubenälteste ("capo-camera"). I kapò venivano usati dalle SS come polizia ausiliaria nella strategia divide et impera.

### Compiti del dipartimento politico
La Politische Abteilung era incaricata della tenuta dei registri dei prigionieri: registrazione iniziale, rilascio, trasferimento, commenti della polizia sulla morte o sulla fuga, indagini (che molto spesso includevano torture o minacce) e aggiornamento delle schede dei detenuti. Il capo del dipartimento politico era sempre un ufficiale della Gestapo, generalmente della Kriminalpolizei ("polizia criminale"). Era subordinato alla locale sede della Gestapo, ma spesso riceveva istruzioni e ordini dall'RSHA, di solito dall'ufficio che si occupava delle questioni relative alla "custodia protettiva". Ad esempio, gli ordini di esecuzione andavano direttamente dall'ufficio RSHA al Politische Abteilung e la RSHA decideva caso per caso l'internamento e il rilascio dei prigionieri in custodia protettiva.
In qualità di funzionario della Gestapo, il capo del dipartimento politico riferiva alla RSHA o alla sede locale della Gestapo. Era loro subordinato, così come il suo vice. Gli altri membri del reparto, invece, in quanto membri delle Waffen-SS, erano subordinati alla Gestapo per quanto riguarda le questioni tecniche e funzionali, ma per il resto appartenevano alle Stabskompanie (truppe di stato maggiore), per cui sotto il profilo disciplinare erano soggetti al comandante del campo.

### Compiti del reparto di manutenzione
Il dipartimento di manutenzione era responsabile dell'alloggio, del cibo, dell'abbigliamento e della retribuzione del personale di comando e delle guardie, nonché della sistemazione, dell'alimentazione e dell'abbigliamento dei prigionieri. Era il capo contabile di un'impresa commerciale ad occuparsi della verifica di tutti i beni materiali e del loro stato in ogni determinato momento, nonché della gestione e manutenzione dei beni immobili. I conti interni venivano preparati come richiesto dall'Amt D IV, prima sotto Richard Glücks, poi Gerhard Mauer. Un ufficio importante di questo dipartimento era il Gefangeneigentumsverwaltung, "gestione dei beni dei prigionieri", il cui compito era la custodia di tutti i beni personali portati nei campi dai prigionieri, lo smistamento, impacchettamento e conservazione del denaro dei prigionieri, degli oggetti di valore, degli indumenti "borghesi" e altro. Il dipartimento aveva la responsabilità dei beni; il peculato o l'appropriazione indebita erano soggetti a sanzioni disciplinari e i trasgressori potevano essere perseguiti penalmente.

### Compiti del medico capo
Il capo del Sanitätswesen dirigeva i numerosi medici del campo a lui subordinati, compresi i dentisti. Avevano diverse aree di competenza. Il "medico delle truppe" provvedeva alle cure mediche delle guardie SS. Il resto dei medici si spartiva le restanti aree del campo (campo maschile, campo femminile, ecc.), secondo il registro di servizio. Fornire l'assistenza medica ai detenuti era compito secondario rispetto a quelli principali: di primaria importanza era l'igiene del campo per prevenire le malattie e mantenere la capacità lavorativa dei prigionieri. A tal fine si avvalevano di detenuti medici e infermieri che facevano da personale ausiliario nell'infermeria. Il contatto diretto con i detenuti in quanto pazienti era raro.
Inoltre, i medici del campo avevano diversi compiti non medici o pseudo-medici, come le selezioni all'arrivo dei trasporti con i nuovi prigionieri e in infermeria: decidevano chi era idoneo al lavoro e chi andava ucciso. Supervisionavano le procedure di gasazione, la rimozione dell'oro dentale dalla bocca dei prigionieri morti, certificavano la morte dopo le esecuzioni, in particolare dopo gli omicidi commessi dalla Gestapo del campo, effettuavano aborti e sterilizzazioni sui prigionieri, partecipavano ad esperimenti umani pseudo-scientifici.

## Gestione del personale
In uno studio la storica Karin Orth ha stabilito che i dirigenti dei campi di concentramento (comandanti e capi divisione) venivano reclutati sempre da un piccolo gruppo di membri delle SS. Escludendo i circa 110 medici del campo, soggetti a un po' più di fluttuazione, il gruppo contava 207 uomini e qualche donna. Orth ha dimostrato numerose somiglianze all'interno di questo gruppo, tra cui l'estrazione sociale, il percorso di vita, l'anno di nascita (intorno al 1902), la data di adesione alle SS e il percorso politico.
Nel gennaio 1945 c'erano 37 674 uomini e 3 508 donne che lavoravano come guardie dei campi di concentramento.

### Rotazione del personale
Nel 1944 divenne pratica standard ruotare i membri delle SS dentro e fuori dai campi, in parte in base alle esigenze di manodopera, ma anche per fornire incarichi più semplici ai membri delle Waffen-SS feriti che non potevano più servire al fronte. Si stima che la rotazione del lavoro tra i campi di concentramento e le Waffen-SS abbia coinvolto almeno 10 000 uomini; alcuni storici pensano che il numero potrebbe arrivare fino a 60 000. Questo ricambio confuta l'affermazione secondo cui le Waffen-SS non avevano legami con le guardie SS dei campi di concentramento. Quasi tutta l'unità SS sapeva cosa stava succedendo nei campi, e l'intera organizzazione è responsabile di crimini di guerra e crimini contro l'umanità.

## Procedura per la punizione delle violazioni

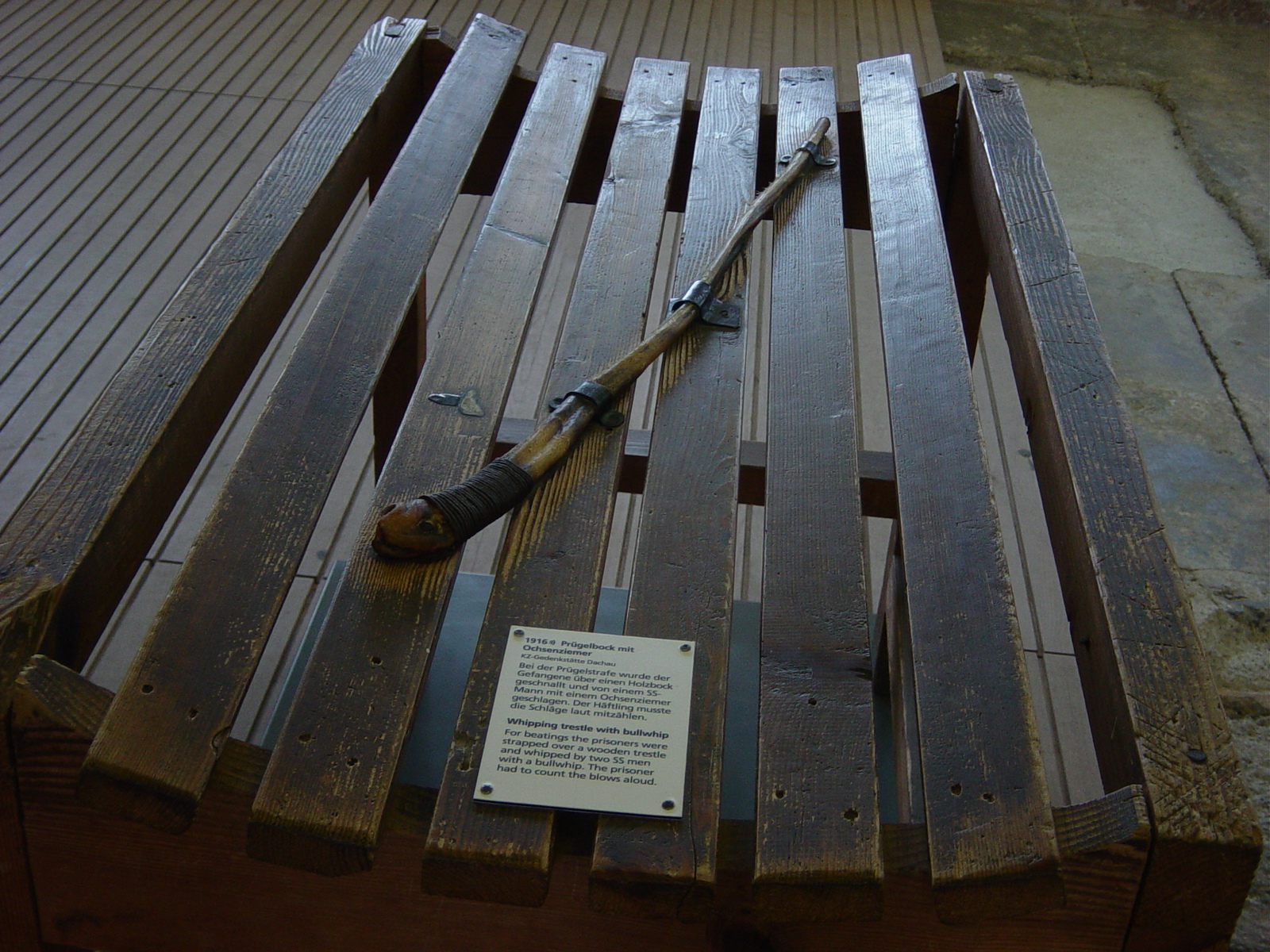
Punizione cavallo, campo di concentramento di Dachau

La IKL stabilì delle linee guida uniformi per la punizione delle violazioni, il che permise a Himmler di affermare, ai fini della propaganda nazista, che nei campi veniva adottata una corretta procedura sanzionatoria. Tuttavia, l'adesione a queste linee guida era rara. Dachau fu il primo campo di concentramento organizzato dai nazionalsocialisti secondo un sistema ben preciso. La regolamentazione dell'ordine nei campi e le relative sanzioni furono successivamente estese a tutti i campi di concentramento delle SS; anche la procedura di punizione ricalcava quella di Dachau, dato che era stato istituito come campo modello. 
La punizione iniziava con il "rapporto violazioni"; si poteva essere puniti per le violazioni relative all'ordine del campo, come la mancanza di un bottone sulla giacca o un piatto che non era stato lavato abbastanza bene. L'uomo delle SS annotava il numero del prigioniero sul verbale di violazione. Sotto il comando di Egon Zill i kapò, come i Lagerälteste, dovevano consegnare alle SS 30-40 violazioni al giorno. Se un gruppo di prigionieri commetteva un'infrazione collettiva, l'intero gruppo doveva inginocchiarsi e subire percosse. Se non veniva fatto il nome di un prigioniero in particolare, tutti andavano annotati sul verbale. Le squadre di lavoro venivano perquisite prima e dopo il lavoro per contrastare il contrabbando, che poteva consistere anche in un mozzicone di sigaretta. La pena per le cose più piccole era la punizione corporale o la costrizione ad un esercizio fisico insostenibile. Una violazione più grave, come il sabotaggio o il furto, poteva comportare un trattamento particolare (Sonderbehandlung). Dopo la denuncia, mentre questa veniva elaborata, il detenuto doveva attendere in una sorta di limbo prima di scoprire quale sarebbe stata la sua punizione, a volte patendo anche settimane o mesi di incertezza.
Se una citazione tornava, l'imputato doveva presentarsi per l'appello e aspettare; se negava la colpevolezza, spesso veniva accusato di mentire, il che significava ulteriori fustigazioni. A Dachau e Gusen l'udienza si svolgeva allo Jourhaus. Nei casi più gravi i prigionieri venivano interrogati nel "bunker" fino a quando non confessavano. Alla fine arrivava il verdetto e la punizione: ad esempio, tratto di corda o "venticinque". La sentenza, elaborata dall'ufficiale dell'interrogatorio, andava firmata dal comandante del campo. Le punizioni corporali dovevano essere approvate dall'ispettore di Oranienburg; un medico del campo delle SS doveva valutare la salute del prigioniero, anche se le obiezioni mediche erano rare: il prigioniero si recava davanti all'infermeria e si spogliava, il medico delle SS camminava tra le file e l'impiegato dell'infermeria registrava il parere, "in forma".
Pochi giorni dopo la sentenza veniva eseguita. Ogni singolo progioniero doveva presentarsi per la punizione che veniva effettuata da un kapò. Un'unità di guardia delle SS assisteva alla procedura.
Le regole prevedevano che nell'esecuzione della punizione fossero coinvolti:
- l'uomo delle SS o il kapò che aveva stilato il verbale di punizione;
- l'ufficiale dell'interrogatorio;
- il comandante;
- un medico delle SS;
- un impiegato d'infermeria;
- un'unità delle guardie SS;
- i kapò, che dovevano eseguire la sentenza;
- l'Ispettore della IKL;
- in alcuni casi era presente Himmler in persona.

### Propaganda nazista
Himmler addusse la procedura lunga e articolata quale "prova" che i campi di concentramento delle SS erano gestiti proprio come le prigioni ordinarie, all'insegna della salvaguardia dagli abusi.
(Discorso di Himmler agli ufficiali della Wehrmacht, 1937.)

### Violazione delle proprie regole
La macchinosa procedura burocratica rese difficile determinare le responsabilità individuali. La complessità del procedimento penale non diminuì il numero delle violazioni. Il Codice disciplinare e penale non era vincolante: spesso i prigionieri venivano picchiati senza aprire alcuna procedura di violazione o morivano a causa della punizione. Il rispetto della procedura penale non era scontato: ad esempio, durante una punizione il Lagerführer Egon Zill ordinò di ripetere le percosse, ma i colpi furono contati una sola volta.